# Lanouée
Lanouée (in bretone: Lannoez) è un comune francese di 1 707 abitanti situato nel dipartimento del Morbihan nella regione della Bretagna.

## Società

### Evoluzione demografica
Abitanti censiti